# WCW World Tag Team Championship
World Championship Wrestling (WCW) World Tag Team Championship (poprzednio NWA World Tag Team Championship) – tytuł dywizji tag team profesjonalnego wrestlingu promowany przez federację World Championship Wrestling. Pierwotnie był to jedyny tytuł tej dywizji dla federacji WCW, dopóki nie zostało sprzedane na rzecz World Wrestling Federation, po czym został zunifikowany z WWF Tag Team Championship.

## Historia
WCW Tag Team Championship oryginalnie było znane jako NWA World Tag Team Championship jako część promocji Mid-Atlantic Championship prowadzonym przez Jim Crockett Promotions. Po wprowadzeniu tytułów w 1975, Minnesota Wrecking Crew stali się pierwszymi mistrzami 29 stycznia. W 1991, nazwa tytułów została przemianowana na World Championship Wrestling (WCW) World Tag Team Championship, kiedy to Ted Turner zakupił Jim Crockett Promotions i stało się ono World Championship Wrestling. Pomimo bycia częścią Mid-Atlantic Championship Wrestling, National Wrestling Alliance nie uznaje żadnych panowań NWA World Tag Team Championship do 1982, kiedy to NWA zorganizowało turniej koronujący pierwszą mistrzowską drużyną w terytoriach NWA. Terry Gordy i Steve Williams wygrali turniej o tytuły w 1992. W rezultacie, Gordy i Williams stali się posiadaczami WCW World Tag Team Championship kiedy to stali się również oficjalnymi NWA World Tag Team Championami - bronili obu tytułów razem, dopóki WCW nie opuściło NWA we wrześniu 1993. 17 stycznia 2008, NWA wycofało swoją opinię o uznawaniu wszystkich WCW World Tag Team Championów powiązanych z NWA World Tag Team Championship, oficjalnie uznając, że ich tytuł został utworzony w 1995.
W marcu 2001, World Wrestling Federation zakupiło WCW. Niedługo potem odbyło się "The Invasion", gdzie grupa wrestlerów z ECW i WCW pod nazwą "The Alliance" została ostatecznie rozwiązana. W międzyczasie, tytuł został przedstawiony jako WCW Tag Team Championship, gdzie wrestlerzy WWF wygrywali tytuły WCW i na odwrót. Na SummerSlam 2001, tytuł został zunifikowany z WWF Tag Team Championship w Steel cage matchu, gdzie posiadacze WCW Tag Team Championship Kane i The Undertaker pokonali Chrisa Kanyona i DDP, panujących WWF Tag Team Championów. Tytuły były zunifikowane tymczasowo, gdy Kane i The Undertaker wpierw stracili WWF Tag Team Titles 17 września 2001 na Raw is War na rzecz Dudley Boyz, a 25 września na SmackDown! przegrali z Bookerem T i Testem tytuły WCW. Na Survivor Series 2001, posiadacze WCW Tag Team Championship The Dudley Boyz pokonali posiadaczy WWF Tag Team Championship The Hardy Boyz, unifikując oba mistrzostwa. Po tej walce, tytuł WCW oficjalnie wycofano, gdzie oficjalnie Dudley Boyz są uznawani jako ostatni mistrzowie i kolejni na liście WWF Tag Team Championship.